# Toni Polster
Toni Polster, né le 10 mars 1964 à Vienne (Autriche), est un footballeur autrichien, qui évoluait au poste d'attaquant au FC Cologne et en équipe d'Autriche. Il devient en 2013 entraîneur de football.

## Biographie
Ce redoutable chasseur de but fut pendant toute sa carrière, l'un des plus prolifiques buteurs d'Europe. Véritable globe-trotter du football, il a joué en Italie, en Espagne, en Allemagne et bien sûr en Autriche, son pays natal. Grâce à son physique de déménageur, son jeu de tête et ses frappes précises, Toni Polster compensait des qualités techniques limitées. Il était surtout réputé pour son flair et son opportunisme.
International autrichien, il a participé à deux coupes du monde en 1990 et en 1998. La faiblesse de la sélection autrichienne ne lui a pas permis dans les deux cas de particulièrement s'y distinguer. Pourtant en 1998, bien alimenté par son compère Ivica Vastić et un numéro 10 de légende, Andreas Herzog, il marque un but d'anthologie lors d'Autriche - Cameroun 1-1 (phase de poules) dans les dernières minutes du match laissant à tout un peuple l'espoir d'une qualification pour les huitièmes de finale. L'espoir sera anéanti contre l'Italie au dernier match, avec une défaite 2-1 avec un but de Andreas Herzog sur penalty.
Il est nommé entraîneur du FC Admira Wacker Mödling à l'été 2013. Il est démis de ses fonctions en août 2013.

## Palmarès

### En club
- Champion d'Autriche en 1984, 1985 et en 1986 avec l'Austria Vienne
- Vainqueur de la Coupe d'Autriche en 1986 avec l'Austria Vienne

### En équipe d'Autriche
- 95 sélections et 44 buts entre 1982 et 2000[2]
- Participation à la Coupe du Monde en 1990 (Premier Tour) et en 1998 (Premier Tour)

### Distinctions individuelles
- Meilleur buteur du championnat d'Autriche en 1985 (24 buts) en 1986 (33 buts) et en 1987 (39 buts)
- Élu footballeur de l'année du championnat d'Autriche en 1986 et en 1997
- Élu sportif autrichien de l'année en 1997